# Mishake Muyongo
Mishake Muyongo (nacido el 28 de abril de 1944) es un político namibio y exmiembro del parlamento que actualmente vive exiliado en Dinamarca.

## Biografía
Muyongo nació en la Casa Real de Mafwe en Linyanti, África del Sudoeste. Recibió educación en las escuelas misioneras católicas en Katima Mulilo en Caprivi y Zimbabue. Asistió a universidades sudafricanas y enseñó durante varios años. En septiembre de 1964, Muyongo se convirtió en presidente de la Unión Nacional Africana de Caprivi (CANU) cuando su líder Brendan Simbwaye fue detenido por la policía sudafricana.  Muyongo huyó a Zambia poco después de que las fuerzas de seguridad allanaran la oficina de la CANU en Katima Mulilo. Mientras vivía en el exilio en Dar es-Salam, Muyongo negoció una fusión con el partido Organización del Pueblo de África del Sudoeste (SWAPO) de Sam Nujoma y se desempeñó como representante de SWAPO en Zambia durante dos años.
Ambas partes lucharían juntas para liberar a Namibia del dominio sudafricano. Muyongo ocupó varios cargos en SWAPO antes de ser expulsado en 1980: representante en Zambia (1964-1965), secretario de educación (1966-1970) y vicepresidente de SWAPO (desde 1970).
En 1985, Muyongo condujo a su CANU a un nuevo partido político, el Partido Democrático Unido, que pronto se unió al grupo de partidos de la Alianza Democrática de Turnhalle (DTA), pero fue expulsado nuevamente en 1998 después de que surgieron rumores de secesionismo. Fue miembro de la Asamblea Nacional de 1990 a 1999. En las elecciones presidenciales de 1994 ocupó el segundo lugar, detrás del presidente Sam Nujoma, con el 23,08% de los votos. Después de que Muyongo expresara su apoyo a la secesión de Caprivi en 1998, fue suspendido de la DTA en agosto de 1998 en una reunión extraordinaria del comité ejecutivo del partido. Muyongo huyó del país con el jefe Boniface Bebi Mamili del pueblo mafwe, aliado de los lozi. Otros habitantes de Capri, incluido el exgobernador de la región de Caprivi (hoy región de Zambeze), John Mabuku, huyó a Botsuana al mismo tiempo. Muyongo fue reemplazado como presidente de la DTA por Katuutire Kaura, quien pidió que Muyongo fuera devuelto y juzgado.
Muyongo y Bebi huyeron y se exiliaron en Dinamarca y escaparon del juicio por traición de Caprivi en Namibia. Supuestamente, Nujoma había accedido a una Caprivi independiente, una vez que la SWAPO lograra la independencia de Namibia. Este 'acuerdo', sin embargo, nunca se cumplió.